# Анн Такамакі
Анн Такамакі (яп. 高巻 杏, кириліз.: Такамакі Ан) — одна з головних персонажів відеогри Persona 5, що вийшла у 2016 році. Вона — японська підлітка та учениця другого курсу вигаданої академії Шюджін. Також є однією із засновниць Примарних крадіїв сердець — групи, створеної з метою зупинити тих, хто чинить зло й завдає болю іншим.
Вона долучається до створення цієї групи, зокрема щоб помститися одному зі своїх учителів, Суґуру Камошіді, який сексуально домагався її та довів її подругу, Шіхо Судзуї, до спроби самогубства. У світі під назвою Метавсесвіт Такамакі пробуджує надприродні сили, пов’язані з її Персоною — Кармен, народженою з бажання помсти за підлі вчинки Камошіди, зокрема щодо Шіхо. У команді Примарних крадіїв вона бере псевдонім Пантера (яп. パンサー, кириліз.: Панса).
Від часу своєї появи Анн отримала змішані відгуки — дехто з критиків вважає її прикладом сексуалізованого зображення жінки.

## Концепція та створення
Анн Такамакі була створена для Persona 5 дизайнером Шіґенорі Соеджімою. У ролі Примарної крадійки вона носить псевдонім Пантера, щоб приховати свою особистість. Режисер гри Кацура Хашіно описував Анн як дівчину з «іноземною зовнішністю», яка привертає увагу, але водночас створює дистанцію між нею та іншими. Її образ як крадійки від самого початку задумувався із котячими рисами. Остаточний костюм — це обтислий червоний латексний комбінезон з вирізом у зоні декольте, блискавками, червоною маскою пантери, рожевими рукавичками, хвостом і темно-червоними ботфортами. Раніше розглядалися інші варіанти: чорна сукня з окулярами та гольфами, пізніше — чорний комбінезон з окулярами, арбалет замість батога та без вирізу. У грі вона спершу пробуджує Персону Кармен, яка згодом еволюціонує в Гекату. Дизайнери зазначали, що Персони чоловічих персонажів зазвичай базуються на відомих міфологічних постатях, тому для жіночих вирішили обрати менш відомі, щоб надати їм глибини. Геката, попри свою менш відому природу, була підібрана так, щоб гармоніювати з характером Анн.
У японській версії гри Анн озвучує Нана Мідзукі, а в англійській — Еріка Гарлачер. Гарлачер отримала запит озвучити Анн у стилі «доброї, але не надто доброї» старшокласниці. Вона надіслала кілька варіантів голосу, з яких один був затверджений. Акторка зазначала, що їй легко вживатися в образ, бо Анн — персонаж, який найбільше нагадує її саму: саркастична, впевнена в собі, з яскравим голосом.
У сценічній постановці Persona 5: The Stage Анн грає Юкі Одера. У ритм-грі Persona 5: Dancing Star Night за рухи Анн відповідала акторка Нацумі Уетаці. Сценарист і хореограф Теппей Кобаяші вважав, що її особистість схожа на Анн. Хореографія була непростою: довгі руки, взуття на підборах і зачіска ускладнювали танці. Втім, Уетаці відповідально підійшла до ролі й навіть пофарбувала волосся замість використання перуки, щоб зробити образ більш автентичним.
Дизайнерка Акане Кабаяші створювала кімнату Анн у грі, зробивши її стильною й простою. Хоча стиль був західним, для більшої автентичності в японському контексті вона додала кондиціонер і подовжувач.

## Появи
Анн Такамакі вперше з’являється в Persona 5 як учениця другого курсу вигаданої Академії Шюджін у Японії. Через змішане походження й плітки про неї вона майже не має друзів, окрім Шіхо Судзуї — волейболістки, яку тренує вчитель Суґуру Камошіда. Хоча чутки стверджують, що Анн має з ним стосунки, насправді Камошіда намагається шантажувати її, погрожуючи вигнати Шіхо з команди, якщо та не підкориться його домаганням. Коли Анн відмовляється, він зганяє злість на Шіхо, доводячи її до спроби самогубства.
Після цього Анн приєднується до Джокера, Рюджі та Морґани, щоб зупинити Камошіду. Разом вони вирушають у Палац Камошіди — світ його спотвореного серця, де Анн пробуджує свою Персону Кармен, знищує створену ним когнітивну копію себе й допомагає іншим перемогти Тінь Камошіди. Пізніше команда краде його «Скарб» — втілення його бажань — змушуючи його зізнатися у злочинах у реальному світі.
Окрім основної гри, Анн з’являється як фігурка та персонаж на фоні на арені Джокера у Super Smash Bros. Ultimate, а також є частиною його фінальної атаки. Вона також фігурує в аніме-адаптації Persona 5 (2018) та в офіційному мерчендайзі — наприклад, у репліці її худі, випущеній у співпраці Atlus і компанії Cospa. Окрім цього, Анн з'являється як ігрова персонажка в грі Persona 5: The Phantom X (2024).

## Сприйняття
Образ Анн Такамакі з Persona 5 викликав суперечливу реакцію. Частина критиків вважає, що гра погано розкриває її травму: сцени сексуалізації — як-от шантаж з оголеним позуванням — подаються з гумором, попри її попередній досвід насильства. Інші звинувачують гру в подвійних стандартах: засуджуючи домагання, вона водночас подає Анн як об’єкт чоловічого погляду — через дизайн костюма, поведінку персонажів і камеру.
Натомість прихильники бачать у ній сильну, впевнену героїню, яка з часом бере контроль над власною сексуальністю й виступає проти знеособлення. Її образ також відзначають за правдиве зображення расової ізоляції в Японії, адже Анн — дівчина змішаного походження.